# Trans-1,4-Dichlor-2-buten
trans-1,4-Dichlor-2-buten ist eine chemische Verbindung aus der Gruppe der aliphatischen ungesättigten Halogenkohlenwasserstoffe.

## Gewinnung und Darstellung
trans-1,4-Dichlor-2-buten kann durch Chlorierung von 1,3-Butadien gewonnen werden, wobei auch cis-1,4-Dichlor-2-buten und 3,4-Dichlor-1-buten entsteht. Es entsteht auch als Neben- oder Zwischenprodukt bei der Chloropren und Hexamethylendiamin Herstellung.

## Eigenschaften
trans-1,4-Dichlor-2-buten ist eine lichtempfindliche, feuchtigkeitsempfindliche, gelbliche Flüssigkeit, die sehr schwer löslich in Wasser ist.

## Verwendung
trans-1,4-Dichlor-2-buten kann für die Alkylierung von Adenin zu 9-Alkylpurinen verwendet werden. Es kann mit Diethylmalonat zu einem Vinylcyclopropanderivat reagieren und auch eine asymmetrische allylische Alkylierung mit Grignard-Reagenzien in Gegenwart eines Kupferthiophencarboxylat-Katalysators eingehen.

## Sicherheitshinweise
Die Dämpfe von trans-1,4-Dichlor-2-buten können mit Luft ein explosionsfähiges Gemisch (Flammpunkt 53 °C) bilden.